# Unicorn Store
Unicorn Store és una pel·lícula estatunidenca de comèdia del 2019 dirigida i coproduïda per Brie Larson a partir d'un guió escrit per Samantha McIntyre. És protagonitzada per Larson, Samuel L. Jackson, Joan Cusack, Bradley Whitford, Karan Soni, Mamoudou Athie, Mary Holland i Hamish Linklater.
La pel·lícula tingué una preestrena al Festival Internacional de Cinema de Toronto del 2017 i es va estrenar a nivell mundial el 5 d'abril de 2019 a través de la plataforma Netflix.

## Sinopsi
La Kit (Brie Larson) és una artista fracassada que torna a viure amb els seus pares i accepta una feina d'oficina en una agència de treball temporal. Un dia rep una misteriosa carta d'un venedor anònim (Samuel L. Jackson) que l'invita a La Botiga, un estrany lloc indeterminat que ven «el que necessites». El venedor li ofereix l'oportunitat de tenir-ho tot complint la seva fantasia de petita: tenir un unicorn.

## Repartiment
- Brie Larson com a Kit
- Samuel L. Jackson com El venedor
- Joan Cusack com a Gladys
- Bradley Whitford com a Gene
- Karan Soni com a Kevin
- Mamoudou Athie com a Virgil
- Mary Holland com a Joanie
- Hamish Linklater com a Gary
- Annaleigh Ashford com a Crystal
- Martha MacIsaac com a Sabrina
- Chris Witaske com a Matt
- Ryan Hansen com a Brock